# Film (film, 2000)
Pour les articles homonymes, voir Film (film).
Pour plus de détails, voir Fiche technique et Distribution.
Film est une comédie italienne réalisée par Laura Belli et sortie en 2000.

## Synopsis
Ancienne actrice à succès, sortant d'une longue histoire d'amour avec le réalisateur Giacomo, Mara décide d'ouvrir un nouveau chapitre de sa vie en se consacrant à une carrière de scénariste. Soutenue dans son travail par Dario, elle trouve la bonne occasion dans un concours où le meilleur scénario se voit attribuer les fonds nécessaires à la réalisation d'un film. Cependant, sa concentration est mise à l'épreuve par l'intrusion de ses amies Monica, Tazi et Vera, qui sont déchirées entre une crise relationnelle et la recherche d'une nouvelle identité sociale.

## Fiche technique
- Titre original : Film[1]
- Réalisation : Laura Belli
- Scénario : Laura Belli
- Photographie : Marco Sperduti
- Montage : Bruno Sarandrea
- Musique : Tito Schipa Jr. (it)
- Décors : Claudia Giammona
- Production : Antonella Boetani, Pete Maggi (it)
- Sociétés de production : Brosfilm
- Société de distribution : Lucky Red (it)
- Pays de production :  Italie
- Langue originale : italien
- Format : couleurs par Technicolor
- Genre : comédie
- Durée : 92 minutes
- Dates de sortie : 
  - Italie : 4 juillet 2000 (Festival du film de Taormine)

## Distribution
- Laura Morante : Mara
- Monica Scattini : Monica
- Maddalena Crippa : Vera
- Naike Rivelli : Tazi
- Gigio Alberti : Dario
- Riccardo Niseem Onorato : Antonio
- Vanni Corbellini : Giacomo/barbone